# Sergi Doria
Sergi Doria Alburquerque (Barcelona, 1960) es un periodista, profesor universitario y escritor español.

## Biografía
Doctor en Ciencias de la Comunicación por la Universidad Autónoma de Barcelona con la tesis La voluntat cosmopolita (1999) y profesor de Teoría e Historia del Periodismo en la Universidad Internacional de Cataluña y en la Universidad Ramon Llull, entre 1985 y 1991 fue director de la Guía del Ocio, cronista cultural en El País, El Periódico y Avui y en la actualidad (2016) escribe en el suplemento cultural del diario ABC, en Revista de Libros y Turia. Es autor de un libro-reportaje sobre la historia de los barrios de Barcelona —La Guineueta (1995)— y en 2004 publicó Imatges 1930. Barcelonins i moderns, un conjunto de historias sobre la vida cotidiana en la ciudad tras la Exposición Universal de 1929. Asimismo, es coeditor, con Sergio Vila-Sanjuán, de Passejades per la Barcelona literària (2005), publicado en el marco del Año del Libro y la Lectura, de Mariona Rebull: Ignacio Agustí, el árbol y la ceniza y de la novela, No digas que me conoces.